# Double classe
En théorie des groupes, un domaine des mathématiques, une double classe est une partie d'un groupe de la forme,
{\displaystyle HxK=\{hxk\colon h\in H,k\in K\},}
où H et K sont deux sous-groupes d'un groupe G et x est un élément de G. On dit alors plus précisément que HxK est la double classe de x selon (H, K) ou sa (H, K)-double classe.
Lorsque H = K, elle est appelée la H-double classe de x. De façon équivalente, HxK est la classe d'équivalence de x pour la relation d'équivalence
x ~ y s'il existe h dans H et k dans K tel que hxk = y.
L'ensemble de toutes les doubles classes est noté {\displaystyle H\,\backslash G/K}.

## Propriétés
Soit G un groupe et soient H et K des sous-groupes de G. On les fait agir respectivement par multiplication à gauche et à droite sur G. Comme les actions commutent, cela donne lieu à une action du produit H × K : l'action est définie pour (h, k) dans H × K et x dans G par (h, k) ⋅ x = hxk−1. Alors les (H, K)-doubles classes de G sont exactement les orbites de cette action. De nombreuses propriétés de base des doubles classes découlent immédiatement de ce fait. Cependant, comme G est un groupe et que H et K sont des sous-groupes agissant par multiplication, les doubles classes ont plus de structures et de propriétés que les orbites d'actions de groupe générales.
- Deux doubles classes HxK et HyK sont soit disjointes, soit identiques.
- G est la réunion disjointe de ses doubles classes.
- Il existe une bijection entre les deux ensembles de doubles classes H \ G / K et K \ G / H, l'application qui à HxK associe Kx−1H pour x dans G.
- Si H = {1}, alors H \ G / K = G / K. Si K = {1}, alors H \ G / K = H \ G.
- Une double classe HxK est une réunion de classes à droite suivant H et de classes à gauche suivant K ; plus précisément,
{\displaystyle {\begin{aligned}HxK&=\bigcup _{k\in K}Hxk=\coprod _{Hxk\,\in \,H\backslash HxK}Hxk,\\HxK&=\bigcup _{h\in H}hxK=\coprod _{hxK\,\in \,HxK/K}hxK.\end{aligned}}}
- L'ensemble des (H, K)-doubles classes est en bijection avec l'ensemble H \ (G / K) des orbites de H dans le quotient G / K, et aussi avec l'ensemble (H \ G) / K des orbites de K dans le quotient H \ G ; les bijections son respectivementt les applications {\displaystyle HxK\to H(xK)} et {\displaystyle HxK\to (Hx)K}.
- Si H est distingué, alors H \ G est un groupe, ainsi que HK, et l'action à droite de K sur ce groupe se factorise par l'action à droite de H \ HK. Il en résulte que H \ G / K = G / HK . De même, si K est distingué, alors H \ G / K = HK \ G .
- Si H est un sous-groupe dinstingué de G, alors les H-doubles classes sont en bijection avec les classes à gauche (et à droite) suivant H.
- On considère HxK comme la réunion d'une K-orbite de classes à droite suivant H. Le stabilisateur de la classe Hxk ∈ H \ HxK par rapport à l'action droite de K est K ∩ (xk)−1Hxk. De même, le stabilisateur de la classe à gauche hxK ∈ HxK / K par rapport à l'action gauche de H est H ∩ hxK(hx)−1.
- Il en résulte que le nombre de classes à droite suivant H contenues dans HxK est l'indice [K : K ∩ x−1Hx] et le nombre de classes à gauche suivant K contenus dans HxK est l'indice [H : H ∩ xKx−1] . On a ainsi :
{\displaystyle {\begin{aligned}|HxK|&=[H:H\cap xKx^{-1}]|K|=|H|[K:K\cap x^{-1}Hx],\\\left[G:H\right]&=\sum _{HxK\,\in \,H\backslash G/K}[K:K\cap x^{-1}Hx],\\\left[G:K\right]&=\sum _{HxK\,\in \,H\backslash G/K}[H:H\cap xKx^{-1}].\end{aligned}}}
- Si G, H et K sont finis, on en déduit encore que
{\displaystyle {\begin{aligned}|HxK|&={\frac {|H||K|}{|H\cap xKx^{-1}|}}={\frac {|H||K|}{|K\cap x^{-1}Hx|}},\\\left[G:H\right]&=\sum _{HxK\,\in \,H\backslash G/K}{\frac {|K|}{|K\cap x^{-1}Hx|}},\\\left[G:K\right]&=\sum _{HxK\,\in \,H\backslash G/K}{\frac {|H|}{|H\cap xKx^{-1}|}}.\end{aligned}}}
- Pour x dans G fixé, soit (H × K)x le double stabilisateur {(h, k) : hxk = x} : c'est un sous-groupe de H × K.
- Puisque G est un groupe, pour chaque h dans H il y a précisément un g dans G tel que hxg = x, à savoir g = x−1h−1x ; cependant, g peut ne pas être dans K. De même, pour chaque k dans K, il y a précisément un g′ dans G tel que g′xk = x, mais g′ peut ne pas être dans H. Le double stabilisateur peut donc être décrit comme
{\displaystyle (H\times K)_{x}=\{(h,x^{-1}h^{-1}x)\colon h\in H\}\cap H\times K=\{(xk^{-1}x^{-1},k)\colon k\in K\}\cap H\times K.}
- (Théorème du stabilisateur d'orbite) L'application orbitale de HxK sur (H × K) / (H × K)x qui à l'élément hxk associe la classe à gauche (h, k−1)(H × K)x est bien définie et bijective. On en déduit que si G, H et K sont finis, alors
{\displaystyle |HxK|=[H\times K:(H\times K)_{x}]=|H\times K|/|(H\times K)_{x}|.}
- (Lemme de Cauchy–Frobenius) Soit G(h, k) l'ensemble des éléments fixés par l'action de (h, k). Alors
{\displaystyle |H\,\backslash G/K|={\frac {1}{|H||K|}}\sum _{(h,k)\in H\times K}|G^{(h,k)}|.}
- En particulier, si G, H et K sont finis, alors le nombre de doubles classes est égal au nombre moyen de points fixés par couple d'éléments du produit H × K.

Il existe une description équivalente des doubles classes en termes de classes simples (à gauche ou à droite). On fait agir H et K tous les deux par multiplication à droite sur G. Alors G agit par multiplication à gauche sur le produit des quotients G / H × G / K. Les orbites de cette action sont en bijection avec H \ G / K, via l'application qui envoie (xH, yK) sur la double classe Hx−1yK. En bref, c'est parce que toute G-orbite admet des représentants de la forme (H, xK), et le représentant x n'est déterminé qu'à la multiplication à gauche par un élément de H près. De même, G agit par multiplication à droite sur H \ G × K \ G, et les orbites de cette action sont en bijection avec le double quotient H \ G / K. Conceptuellement, cela identifie le double quotient H \ G / K avec l'espace des configurations relatives d'une classe suivant H et d'une classe suivant K. De plus, cette construction se généralise à n'importe quel nombre de sous-groupes. Étant donné des sous-groupes H1,..., Hn, l'espace de (H1, ..., Hn)-multiclasses est l'ensemble des G-orbites dans G / H1 × ... × G / Hn.
L'analogue du théorème de Lagrange pour les doubles classes est faux. Cela signifie que le cardinal d'une double classe n'est pas nécessairement un diviseur de l'ordre de G. Par exemple, soit G = S3 le groupe symétrique sur trois lettres, et soient H et K les sous-groupes cycliques engendrés par les transpositions (1 2) et (1 3), respectivement. Si e désigne l'identité, sa double classe est
{\displaystyle HeK=HK=\{e,(12),(13),(132)\}.}
Elle contient quatre éléments, et quatre ne divise pas six, l'ordre de S3. Il est également faux que différentes doubles classes ont la même taille. Avec le même exemple, la classe de (2 3) est
{\displaystyle H(23)K=\{(23),(123)\},}
qui a deux éléments et pas quatre.
Supposons cependant que H soit distingué. Comme indiqué précédemment, dans ce cas, l'ensemble des doubles classes s'identifie au quotient G / HK. De même, si K est normal, alors H \ G / K est le quotient HK \ G. Les résultats standard sur les quotients à gauche et à droite impliquent alors les faits suivants.
- |HxK| = |HK| pour tout x dans G. Autrement dit, toutes les doubles classes ont le même cardinal.
- Si G est fini, alors |G| = |HK| ⋅ |H \ G / K|. En particulier, |HK| et |H \ G / K| divisent |G|.

## Exemples
- Soit G = Sn le groupe symétrique, considéré comme permutations de l'ensemble {1,..., n}. Considérons le sous-groupe H = Sn−1 qui fixe n. Alors Sn−1 \ Sn / Sn−1 est formé de deux doubles classes. L'une est H = Sn−1, et l'autre est Sn−1 γ Sn−1 pour toute permutation γ qui ne fixe pas n. Cela contraste avec Sn / Sn−1, qui a {\displaystyle n} éléments {\displaystyle \gamma _{1}S_{n-1},\gamma _{2}S_{n-1},...,\gamma _{n}S_{n-1}}, où {\displaystyle \gamma _{i}(n)=i} pour tout {\displaystyle i}.
- Soit G le groupe GLn(R), et soit B le sous-groupe des matrices triangulaires supérieures. Le double quotient B \ G / B est décrit par la décomposition de Bruhat de G. Les doubles classes sont exactement les BwB, où w parcourt l'ensemble des matrices de permutation. Par exemple, si n = 2, alors
{\displaystyle B\,\backslash \!\operatorname {GL} _{2}(\mathbf {R} )/B=\left\{B{\begin{pmatrix}1&0\\0&1\end{pmatrix}}B,\ B{\begin{pmatrix}0&1\\1&0\end{pmatrix}}B\right\}.}  (On peut préciser un peu : la première classe est B et la deuxième est formée des matrices dont le coefficient d'indice (2, 1) est non nul.)

## Produits dans le groupe abélien libre sur l'ensemble des doubles classes
Soit G un groupe et soient H, K et L des sous-groupes. Sous certaines conditions de finitude, il existe un produit sur le groupe abélien libre engendré par les (H, K)- et (K, L)-doubles classes, à valeurs dans le groupe abélien libre engendré par les (H, L)-doubles classes. Autrement dit, il existe une application bilinéaire
{\displaystyle \mathbf {Z} [H\backslash G/K]\times \mathbf {Z} [K\backslash G/L]\to \mathbf {Z} [H\backslash G/L].}
On suppose pour simplifier que G est fini. Pour définir le produit, on réinterprète ces groupes abéliens libres en termes de l'algèbre de groupe de G comme suit. Tout élément de Z[H \ G / K] est de la forme
{\displaystyle \sum _{HxK\in H\backslash G/K}f_{HxK}\cdot [HxK],}
où (fHxK) est une famille d'entiers indexés par les éléments de H \ G / K. Cet élément peut être interprété comme une fonction HxK ↦ fHxK définie sur H \ G / K et à valeurs dans Z. Cette fonction peut être remontée via projection G → H \ G / K qui envoie x à la double classe HxK. Il en résulte une fonction x ↦ fHxK de G dans Z. Par construction, cette fonction est invariante à gauche sous H et invariante à droite sous K. L'élément correspondant de l'algèbre de groupe Z[G] est
{\displaystyle \sum _{x\in G}f_{HxK}\cdot [x],}
et cet élément est invariant par multiplication à gauche par H et multiplication à droite par K. Conceptuellement, cet élément est obtenu en remplaçant HxK par les éléments qu'il contient, et la finitude de G assure que la somme est toujours finie. Inversement, tout élément de Z[G] qui est invariant à gauche sous H et invariant à droite sous K est le pullback d'une fonction sur Z[H \ G / K]. Les assertions analogues sont vraies pour Z[K \ G / L] et Z[H \ G / L].
Lorsque les éléments de Z[H \ G / K], Z[K \ G / L] et Z[H \ G / L] sont interprétés comme des éléments invariants de Z[G], alors le produit dont l'existence a été affirmée ci-dessus est précisément la multiplication dans Z[G]. En effet, il est trivial que le produit d'un élément H-invariant à gauche et d'un élément L-invariant à droite est encore H-invariant à gauche et L-invariant à droite. La bilinéarité du produit découle immédiatement de la bilinéarité de la multiplication dans Z[G]. Il s'ensuit également que si M est un quatrième sous-groupe de G, alors le produit de doubles classes suivant (H, K), (K, L) et (L, M) est associatif. Comme le produit dans Z[G] correspond à la convolution des fonctions sur G, ce produit est parfois appelé le produit de convolution.
Un cas particulier important est celui où H = K = L. Dans ce cas, le produit est une fonction bilinéaire
{\displaystyle \mathbf {Z} [H\backslash G/H]\times \mathbf {Z} [H\backslash G/H]\to \mathbf {Z} [H\backslash G/H].}
Ce produit fait de Z[H \ G / H] un anneau associatif dont l'élément d' identité est la classe de la double classe triviale [H]. En général, cet anneau n'est pas commutatif. Par exemple, si H = {1}, alors l'anneau est l'algèbre de groupe Z[G], et une algèbre de groupe est un anneau commutatif si et seulement si le groupe sous-jacent est abélien.
Si H est distingué, de sorte que les double classes s'identifient aux classes à gauche, alors le produit sur Z[H \ G / H] est le produit dans l'algèbre de groupe Z[G / H]. En particulier, il s'agit de la convolution habituelle des fonctions sur G / H. Dans ce cas, l'anneau est commutatif si et seulement si G / H est abélien, ou de manière équivalente, si et seulement si H contient le groupe dérivé de G.
Si H n'est pas distingué, alors Z[H \ G / H] peut être commutatif même si G n'est pas abélien. Un exemple classique est le produit de deux opérateurs de Hecke. C'est le produit dans l'algèbre de Hecke, qui est commutatif bien que le groupe G dont elle provient soit le groupe modulaire, qui est non abélien, et le sous-groupe est un sous-groupe arithmétique et en particulier ne contient pas le sous-groupe dérivé. La commutativité du produit de convolution est étroitement liée à la théorie des paires de Gelfand.
Lorsque le groupe G est un groupe topologique, il est possible d'affaiblir l'hypothèse selon laquelle le nombre de classes gauche et droite dans chaque classe double est fini. L' algèbre de groupe Z[G] est remplacée par une algèbre de fonctions telle que L2(G) ou C∞(G), et les sommes sont remplacées par des intégrales. Le produit correspond toujours à la convolution. Par exemple, c'est ce que l'on fait pour l'algèbre de Hecke d'un groupe localement compact.

## Applications
Lorsqu'un groupe {\displaystyle G} a une action de groupe transitive sur un ensemble {\displaystyle S}, calculer certaines décompositions en doubles classes de {\displaystyle G} donne des informations supplémentaires sur la structure de l'action de {\displaystyle G} sur {\displaystyle S}. Plus précisément, si {\displaystyle H} est le stabilisateur d'un élément {\displaystyle s\in S}, alors {\displaystyle G} se décompose exactement comme deux doubles classes suivant {\displaystyle (H,H)} si et seulement si {\displaystyle G} agit transitivement sur l'ensemble des paires distinctes de {\displaystyle S}, autrement dit si l'action est doublement transitive (en).
Les doubles classes sont importantes pour la théorie des représentations, lorsqu'une représentation de H est utilisée pour construire une représentation induite de G, qui est ensuite restreinte (en) à K La structure de doubles classes correspondante contient des informations sur la façon dont cette représentation se décompose. Dans le cas des groupes finis, cela donne lieu au théorème de décomposition de Mackey.
Les doubles classes interviennent également en analyse fonctionnelle, où dans certains cas importants, des fonctions invariantes à gauche et invariantes à droite par un sous-groupe K peuvent former un anneau commutatif pour la convolution : voir la notion de paire de Gelfand (en).
En géométrie, une forme de Clifford-Klein (en) est un double quotient Γ\G/H, où G est un groupe de Lie réductif, H est un sous-groupe fermé et Γ est un sous-groupe discret (de G) qui agit proprement discontinûment (en) sur l'espace homogène G/H.
En théorie des nombres, l'algèbre de Hecke correspondant à un sous-groupe de congruence (en) Γ du groupe modulaire est engendrée par des éléments du double quotient {\displaystyle \Gamma \backslash \mathrm {GL} _{2}^{+}(\mathbb {Q} )/\Gamma } ; la structure d'algèbre est celle qui provient de la multiplication des doubles classes décrite ci-dessus. Les plus importants sont sans doute les opérateurs de Hecke {\displaystyle T_{m}} correspondant aux doubles classes {\displaystyle \Gamma _{0}(N)g\Gamma _{0}(N)} ou {\displaystyle \Gamma _{1}(N)g\Gamma _{1}(N)}, où {\displaystyle g=\left({\begin{smallmatrix}1&0\\0&m\end{smallmatrix}}\right)} (ceux-ci ont des propriétés différentes selon que m et N sont premiers entre eux ou non), et les opérateurs diamants {\displaystyle \langle d\rangle } donnée par les doubles classes {\displaystyle \Gamma _{1}(N)\left({\begin{smallmatrix}a&b\\c&d\end{smallmatrix}}\right)\Gamma _{1}(N)} où {\displaystyle d\in (\mathbb {Z} /N\mathbb {Z} )^{\times }} et {\displaystyle \left({\begin{smallmatrix}a&b\\c&d\end{smallmatrix}}\right)\in \Gamma _{0}(N)} (le choix de a, b, c n'affecte pas la réponse).